# Âmes à vendre
Pour plus de détails, voir Fiche technique et Distribution.
Âmes à vendre (titre original : Souls for Sale) est un film américain réalisé par Rupert Hughes et sorti en 1923.
Le film a été redécouvert et restauré en 2006 par Turner Classic Movies et MGM.

## Synopsis
Voyageant dans un train de nuit, une jeune femme quitte son mari, qu'elle vient d'épouser, et se retrouve en plein désert où elle va tomber sur une scène de tournage de film qui va la propulser dans le succès.

## Fiche technique
- Titre original : Souls for Sale
- Réalisation :  Rupert Hughes
- Scénario : Rupert Hughes d'après son roman Souls for Sale
- Production : Goldwyn Pictures Corporation
- Photographie : John J. Mescall
- Musique : Marcus Sjowall
- Durée : 90 minutes
- Date de sortie:
  - États-Unis : 22 avril 1923

## Distribution
- Eleanor Boardman : Remember 'Mem' Steddon
- Frank Mayo : Tom Holby
- Richard Dix : Frank Claymore
- Mae Busch : Robina Teele
- Barbara La Marr : Leva Lemaire
- Lew Cody : Owen Scudder
- William Haines : Pinkey
- Dale Fuller : Abigail Tweedy
- Erich von Stroheim : lui-même
- Charlie Chaplin : lui-même
- King Vidor : lui-même
- T. Roy Barnes : lui-même
- William H. Crane : lui-même
- Hugo Ballin : lui-même
- Mabel Ballin : elle-même